# Deutsche Rentenversicherung Rheinland

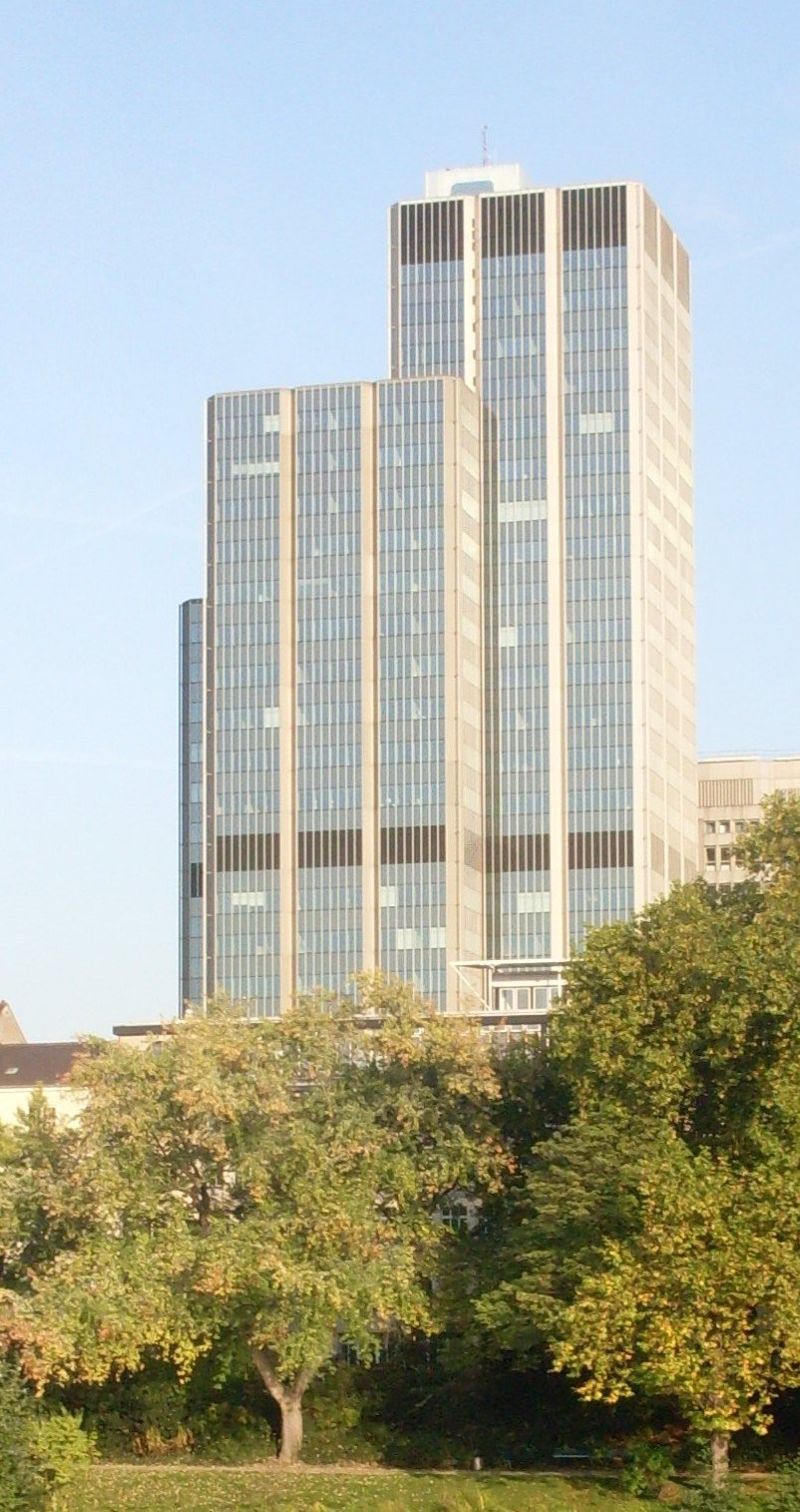
Sitz der Deutschen Rentenversicherung Rheinland im LVA-Hauptgebäude Düsseldorf

Die Deutsche Rentenversicherung Rheinland (bis 30. September 2005 Landesversicherungsanstalt (LVA) Rheinprovinz) ist Regionalträger der Deutschen Rentenversicherung (siehe Deutsche Rentenversicherung) in den Regierungsbezirken Düsseldorf und  Köln mit Sitz in Düsseldorf.

## Gliederung
Die Hauptverwaltung befindet sich in Düsseldorf, zudem gibt es Service-Zentren in Aachen, Bonn, Essen, Düren, Duisburg, Gummersbach, Kleve, Köln, Leverkusen, Mönchengladbach und Wuppertal, in denen sich Versicherte der gesetzlichen Rentenversicherung kostenlos beraten lassen können. 
Die Deutsche Rentenversicherung Rheinland ist eine Körperschaft des öffentlichen Rechts mit Selbstverwaltung. Das Tagesgeschäft wird von einer dreiköpfigen Geschäftsführung gelenkt. 
Der Landschaftsverband Rheinland hat der Deutschen Rentenversicherung Rheinland das "LVR-Prädikat behindertenfreundlich" verliehen. Mit dieser Auszeichnung ehrt der LVR das vorbildliche Engagement eines Betriebes bei der beruflichen Integration behinderter Menschen. 
Die Deutsche Rentenversicherung Rheinland ist international als Verbindungsstelle für die Länder Spanien, Belgien, Chile und Israel tätig. Durch die jeweils individuellen Sozialversicherungsabkommen mit den verschiedensten Ländern hat die Deutsche Rentenversicherung eine Zuständigkeit der jeweiligen Träger für bestimmte Länder eingerichtet, damit eine Spezialisierung auf die jeweiligen Abkommen erfolgen konnte.

## Deutsche Rentenversicherung Rheinland und Ghettorente
Auf Grund der Haltung und Fallhandhabung des Rentenversicherungsträgers war die Ablehnungsquote bei der  Ghettorente, die  eine Wiedergutmachungs- oder Entschädigungsleistung darstellt, mit 90 Prozent anfangs sehr hoch. Die Antragstellung war für die in der Regel hochbetagten, im Ausland lebenden Betroffenen sehr aufwendig. Erst nachdem der Richter Jan-Robert von Renesse (Landessozialgericht NRW, Essen) ab 2006 die restriktive Handhabung beendete, stieg die Anerkennungsquote auf etwa 60 Prozent.